# Didace Pembe Bokiaga
Didace Pembe Bokiaga, né le 16 octobre 1962 à Kinshasa, est un homme politique de la république démocratique du Congo. Il est ministre de l’Environnement dans le gouvernement Gizenga 1 en 2007. À trois reprises, en 2006, 2011 et 2018, il est élu député national pour la circonscription de Mushie (Mai-Ndombe). Figure de proue de l'écologie en RDC, il est président du parti Alliance des écologistes congolais, qu'il a co-fondé en 2008 (anciennement PECO).

## Biographie
Didace Pembe Bokiaga est né à Kinshasa le 16 octobre 1962 d'un père belge, Albert Lemlin et d'une mère congolaise, Pembe Kobialakia Véronique. Au début des années 1980, il part poursuivre les études en France et y travaille plusieurs années. Il revient s'installer définitivement en République du Zaïre en 1993. Son épouse Lina Pembe Bologna est la gérante des Boutiques Lina à Kinshasa.

## Formation et parcours universitaire

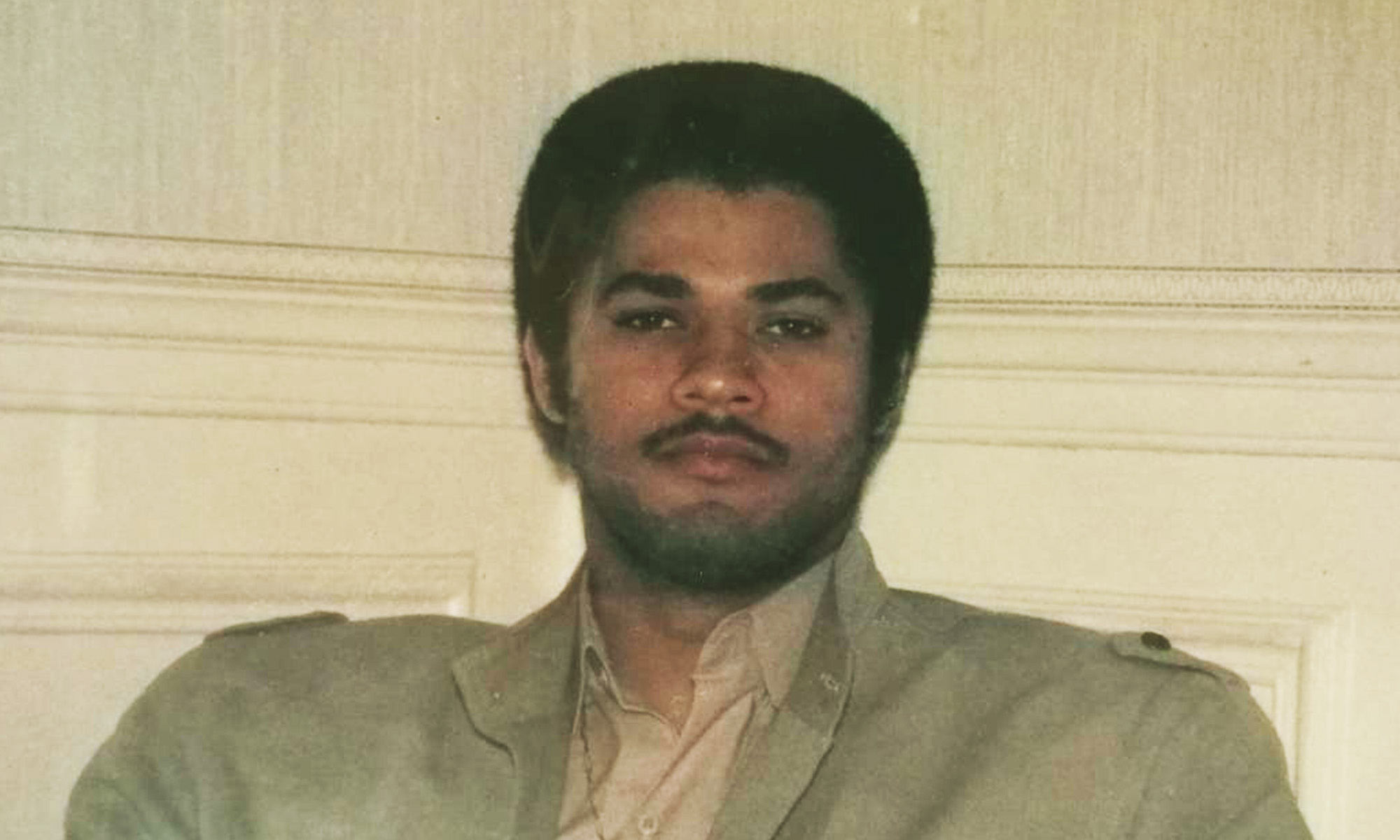
Didace Pembe à Paris en 1987.

Didace Pembe obtient en 1980 un diplôme d'État, humanités scientifiques, option math-physique, à la colonie scolaire de Boma (Zaïre - RDC).
Il part étudier en France et obtient en 1985 un diplôme d'études universitaires générales, option mathématiques appliquées et sciences sociales à l'Université Paris-VIII, suivi en 1986 d'une licence de l'Université Paris VIII en Micro-informatique appliquée aux sciences humaines (MIASHS)) option intelligence artificielle et robotique.
En 1988, toujours à l'université Paris VIII, il passe une maîtrise en MIASHS, suivie d'une licence en MIASHS, option intelligence artificielle et robotique à l'université Paris VIII.
C'est en 1988 qu'il obtient le statut d'ingénieur système après un stage théorique et pratique au centre de formation I.B.M. France, avant de passer un DESS en ethnométhodologie et robotique en 1989 à l'université Paris VIII.

## Carrière politique

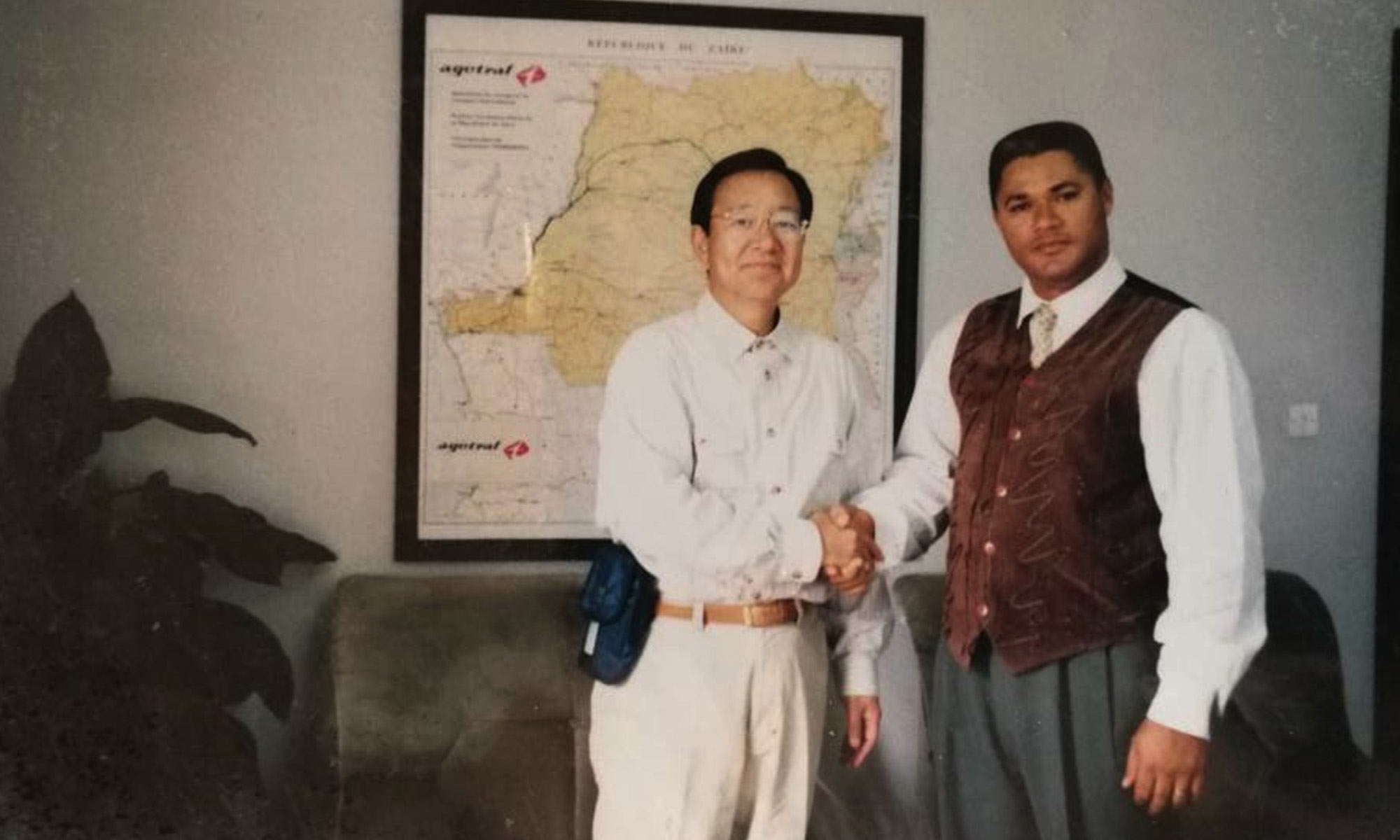
Didace Pembe avec le représentant de la Chambre de commerce du Japon au Zaïre en 1996.

Fin 2002, Didace Pembe rencontre Joseph Olenghankoy et intègre ensuite le parti FONUS. Il est nommé à la fois vice-président national chargé de la supervision de l'ancienne province du Bandundu et conseiller spécial et chargé de missions du président national du FONUS.

## 2006-2011 Carrière politique sous Joseph Kabila 2
Les premières élections présidentielles libres en RDC depuis l’indépendance en 1960 ont lieu le 30 juillet 2006. Celles-ci sont remportées par Joseph Kabila au 2e tour face à Jean-Pierre Bemba. Les élections législatives se tiennent en même temps que la présidentielle.

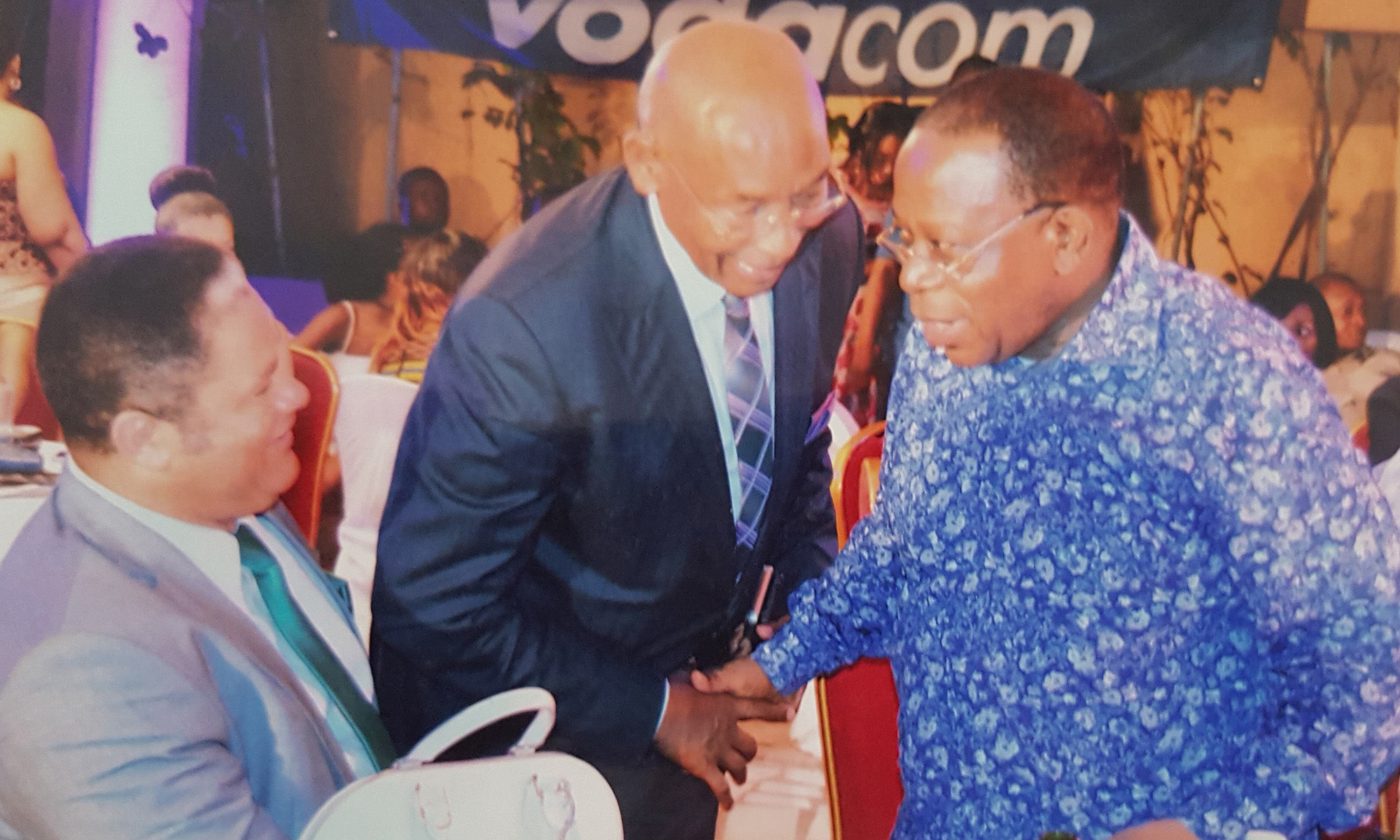
Didace Pembe avec Antoine Gizenga dans une fête privée en 2011.

Le PDC aligne 113 candidats à la députation nationale et PDC obtient 8 sièges au parlement. Didace Pembe est élu député national dans la circonscription de Mushie (Maï-Ndombe).
Le 30 décembre 2006, le président Joseph Kabila nomme au poste de premier ministre Antoine Gizenga, qui forme ensuite un nouveau gouvernement comprenant 59 membres. Didace Pembe est nommé ministre de l’Environnement, Conservation de la Nature, Eaux et Forêts le 5 février 2007. Le premier ministre Antoine Gizenga remanie son gouvernement le 25 novembre 2007 (Gizenga II). Au ministère de l'environnement, Didace Pembe est remplacé par le chef du Parti démocrate-chrétien, José Endundo. Poussé par sa base électorale à Mushie, Didace Pembe annonce sa démission du PDC en juin 2008.
Quatre mois plus tard, le 1er octobre 2008, Didace Pembe crée un nouveau parti, le PECO (Parti écologiste congolais) dont il devient logiquement le président. Le parti implante des bureaux dans les différentes provinces de la RDC.

## 2011-2018 Carrière politique sous Joseph Kabila 3

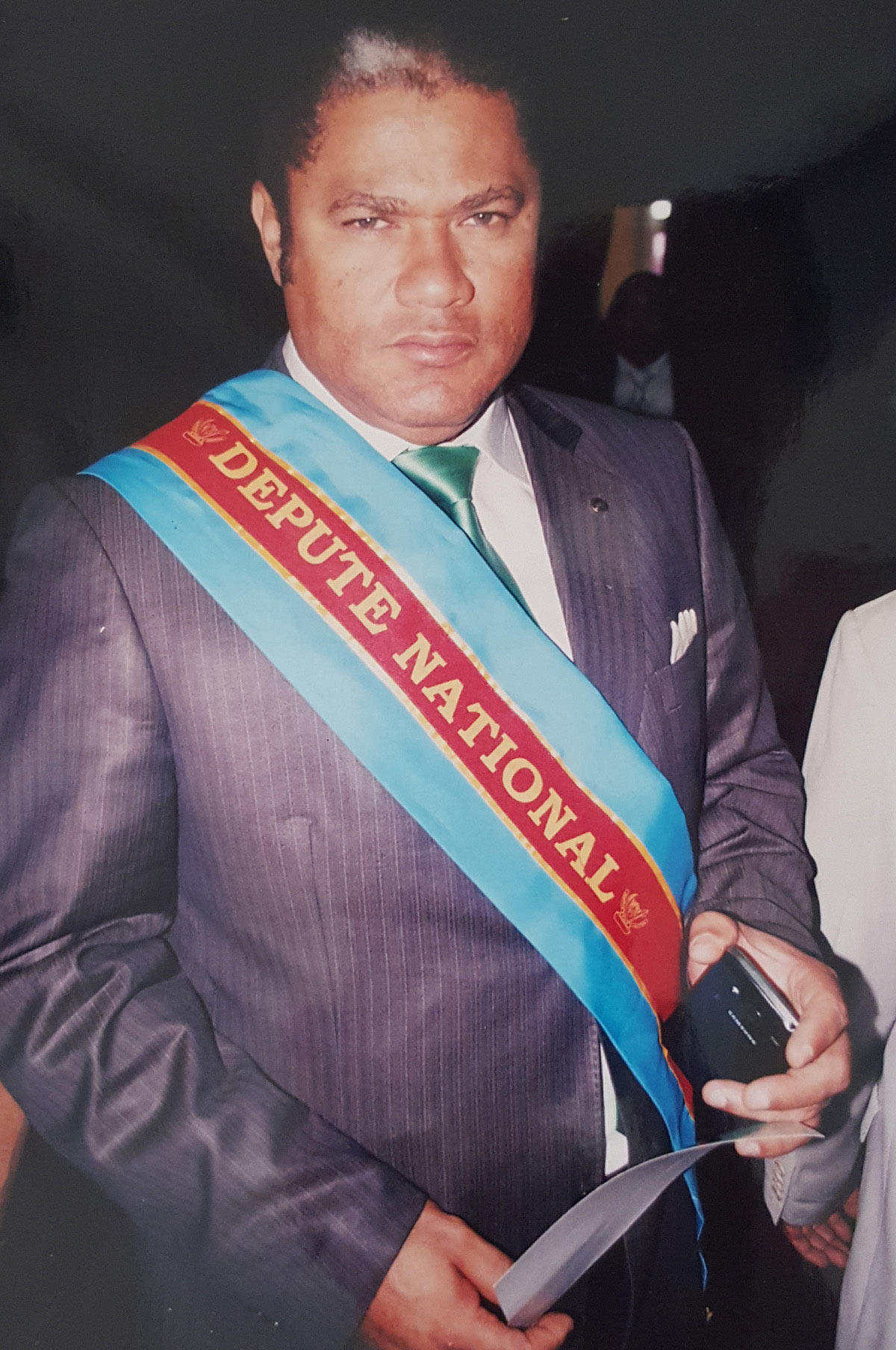
Didace Pembe élu député national.

Le 28 novembre 2011 se tient l'unique tour du scrutin de l'élection présidentielles qui a lieu en même temps que les élections législatives (députés nationaux).
Joseph Kabila Kabange est officiellement proclamé Président de la République Démocratique du Congo le 16 décembre 2011. Il l'emporte avec 48,95% des voix face à Étienne Tshisekedi wa Mulumba 32,33%.
Les résultats provisoires des élections des députés nationaux sont publiés par la CENI la nuit du 26 janvier 2012. Le PECO obtient un siège au Parlement avec son Président, Didace Pembe qui est élu dans la circonscription électorale de Mushie (Maï-Ndombe).
Avec plusieurs autres députés, il forme le groupe parlementaire "REE: Reconstruction, Eveil et Écologie" dont il devient le rapporteur officiel à l'Assemblée nationale.

## 2019-… Carrière politique sous Félix Tshisekedi
Les élections présidentielle, législatives et provinciales ont lieu en même temps le 30 décembre 2018. Félix Antoine Tshisekedi Tshilombo est investi président de la République le 24 janvier 2019 et prend ses fonctions le lendemain.
Didace Pembe Bokiaga est élu député national dans la circonscription de Mushie, dans la Province du Maï-Ndombe  pour la troisième fois consécutive (2006, 2011 et 2018).
Du 4 au 6 décembre 2019, Didace Pembe organise à Kinshasa la première Académie Verte des écologistes d’Afrique, en collaboration avec le Green Forum, la Fédération des Verts africains (FEVA) et la Fédération des Partis écologistes de l’Afrique centrale (FEVAC) .

## Avec les Global Greens

### 2010

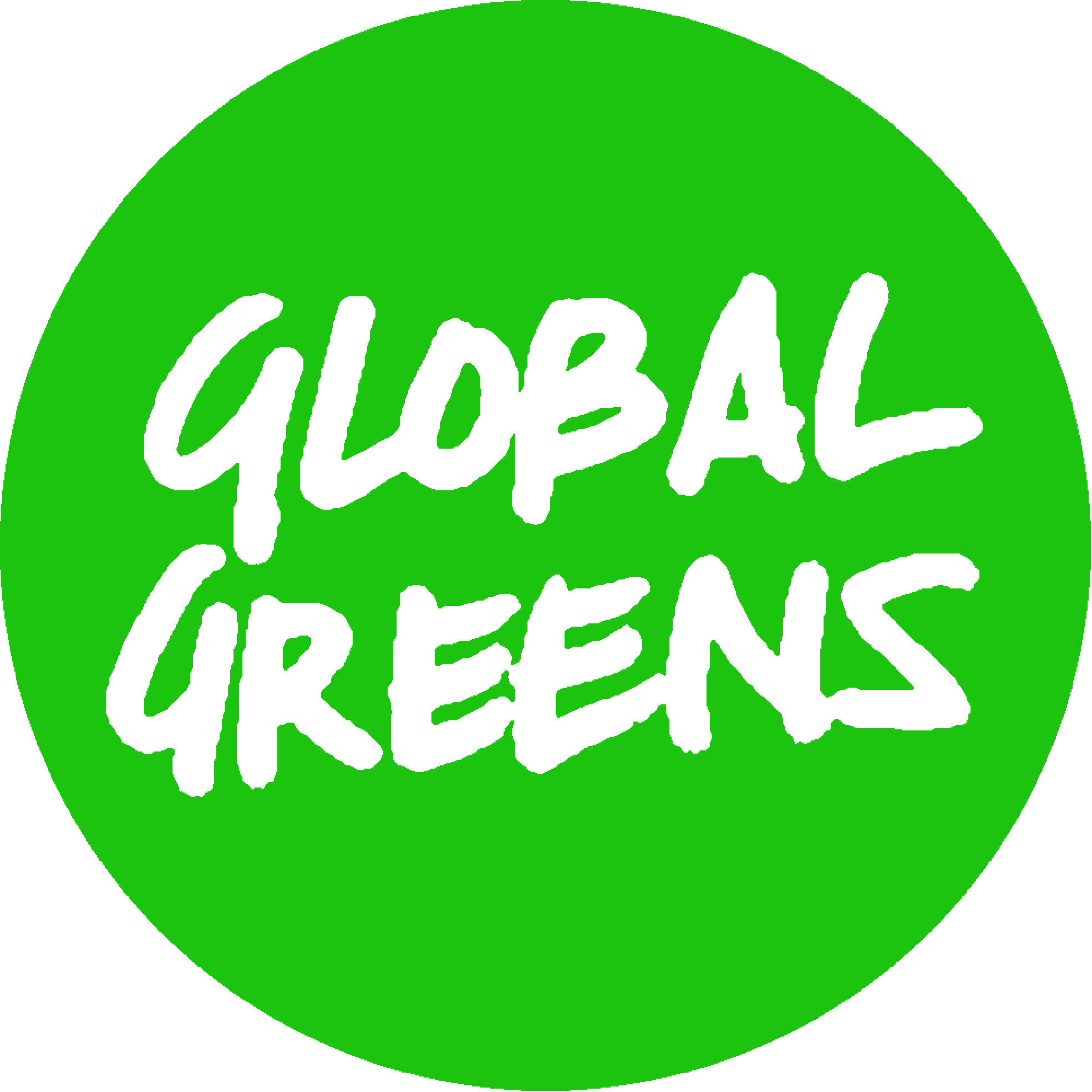
The Global Greens ou Verts mondiaux.

La Fédération des Verts africains (FEVA) est créée le 17 avril 2010 lors du Congrès des Verts africains à Kampala en Ouganda et le parti PECO en devient membre adhérent. La FEVA est une des quatre associations qui constituent les Verts Mondiaux (Global Greens). Lors de ce congrès, Didace Pembe est élu au poste additionnel pour l’Afrique à la Coordination des Verts mondiaux. Sous son initiative, la FEVAC (Fédération des Partis écologistes de l’Afrique centrale) est officiellement créée et Didace Pembe en est élu président.
Le 5 octobre 2010, Didace Pembe participe à la réunion de la Coordination des Verts mondiaux à Tallinn en Estonie pour faire entendre la position du PECO face aux questions climatiques.

### 2012
Au 3e congrès des écologistes mondiaux qui se tient le 29 mars 2012 à Dakar au Sénégal, Didace Pembe milite au nom du PECO auprès des écologistes des 5 continents pour la mise en place d'un lobbying en faveur des forêts de la RDC.

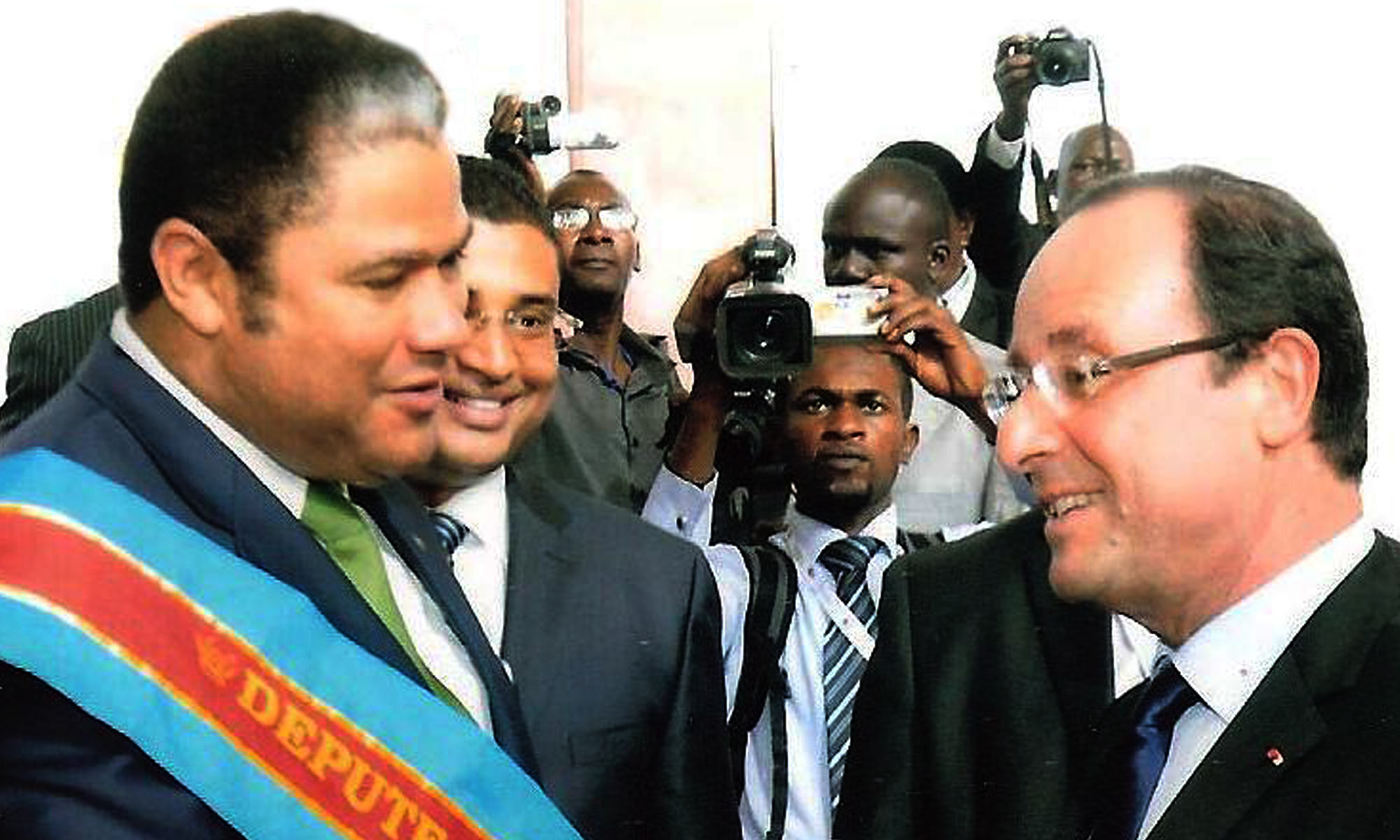
Didace Pembe et François Hollande au sommet de la Francophonie à Kinshasa le 12 octobre 2012.

Le XIVe Sommet de la Francophonie se tient à Kinshasa du 12 au 14 octobre 2012. Didace Pembe fait remarquer l'absence d'investissement de la part du ministre de l'environnement Bavon N’sa Mputu Elima. La problématique environnementale a été totalement absente du Sommet alors qu'elle faisait pourtant partie du thème retenu «Francophonie: enjeux environnementaux et économiques face à la gouvernance mondiale». 

### 2013
Le 23 mars 2013, le député national Didace Pembe lance une campagne de sensibilisation face au problème des amas de bouteilles en plastique qui occasionnent des inondations en obstruant les rivières de la ville de Kinshasa.

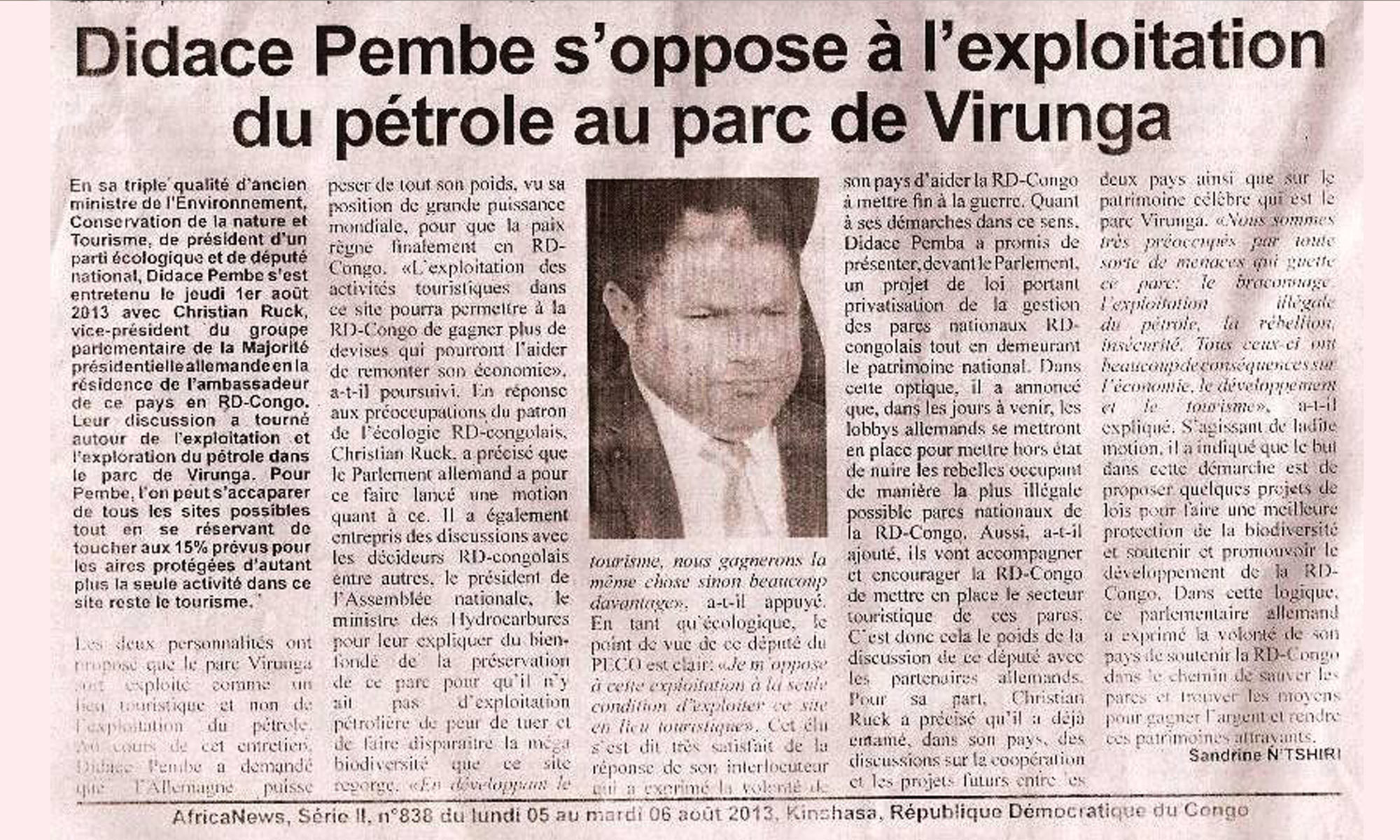
AfricaNews 5 août 2013

Le 7 août 2013, Didace Pembe lance une campagne internationale de sensibilisation: le PECO s’oppose à l’exploitation pétrolière dans le Parc national des Virunga. Il rencontre Christian Ruck, vice-président du groupe parlementaire de la majorité au Bundestag (Allemagne) qui s'engage à faire du lobbying auprès des Etats de l’Union Européenne pour protéger le parc des Virunga.

### 2014
Le 21 février 2014, un bateau surchargé qui navigue sur la rivière Nsuni chavire à hauteur de Mushie (Mai-Ndombe), province du Bandundu), entraînant la mort de 8 personnes. Didace Pembe déplore le nombre de naufrages à travers la RDC et invite le Ministre des transports à être plus strict dans le processus d’octroi de permis aux transporteurs fluviaux.
Le 30 avril 2014, Didace Pembe interpelle à l'assemblée nationale Tryphon Kin-kiey Mulumba, ministre des Postes, Télécommunication et NTIC sur les risques potentiels de la téléphonie portable pour la santé et l'environnement.

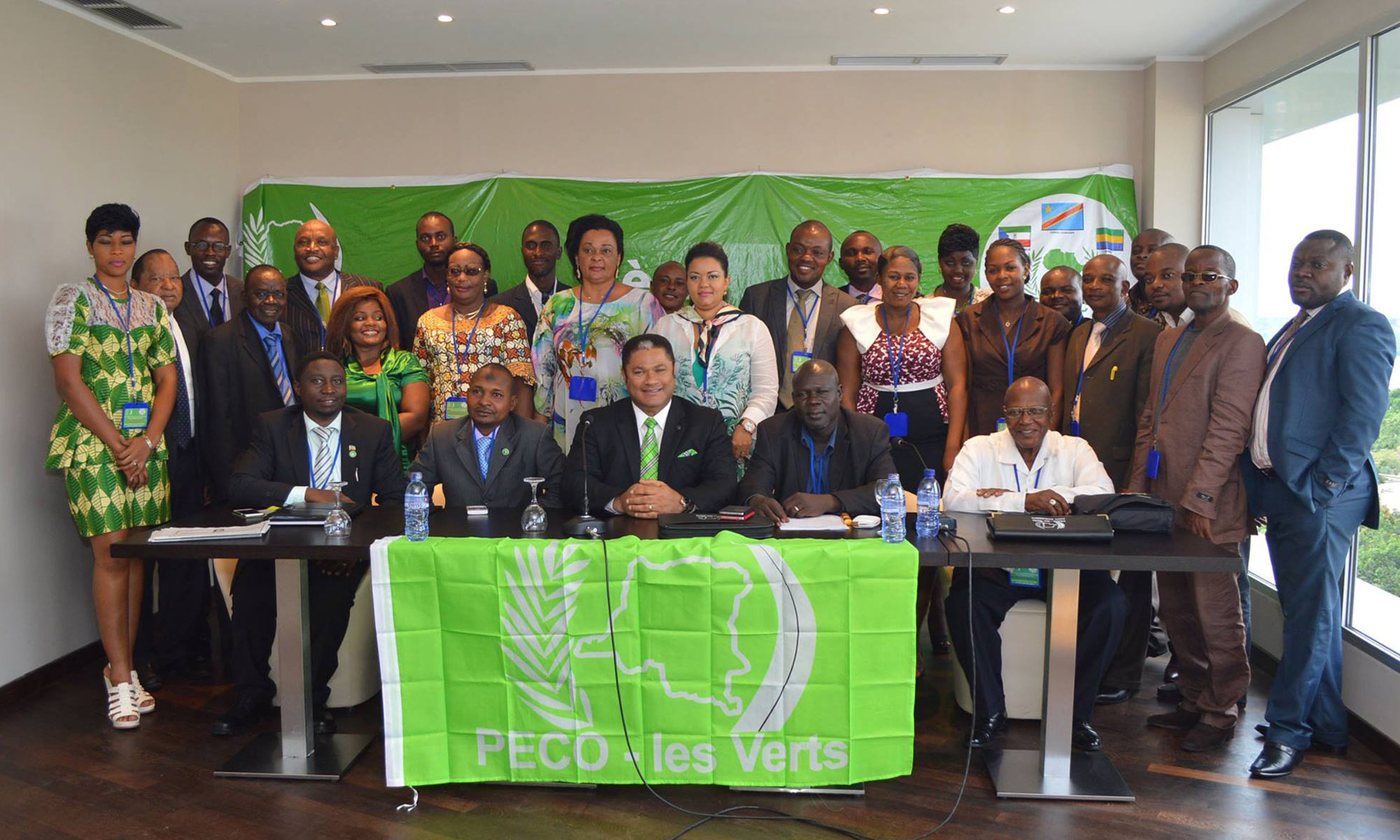
29 novembre 2014, premier congrès constitutif des Verts Africains d'Afrique Centrale (FEVAC)

Le 21 juin 2014, Didace Pembe participe avec le PECO au 3e Congrès des Verts Africains (FEVA) à Antananarivo, Madagascar. Il y est réélu à la tête des Verts Africains d'Afrique Centrale (FEVAC) pour un mandat de 4 ans.
Du 27 au 29 novembre 2014, Le PECO organise à Kinshasa le premier congrès constitutif des Verts Africains d'Afrique Centrale (FEVAC) réunissant les partis écologistes du Congo-Brazzaville, du Tchad et du Gabon. Ce congrès jette les bases juridiques de la FEVAC dont le siège est implanté à Kinshasa. Le but est d'impulser une nouvelle dynamique dans la défense collective et la préservation des écosystèmes de l’Afrique centrale.

### 2015

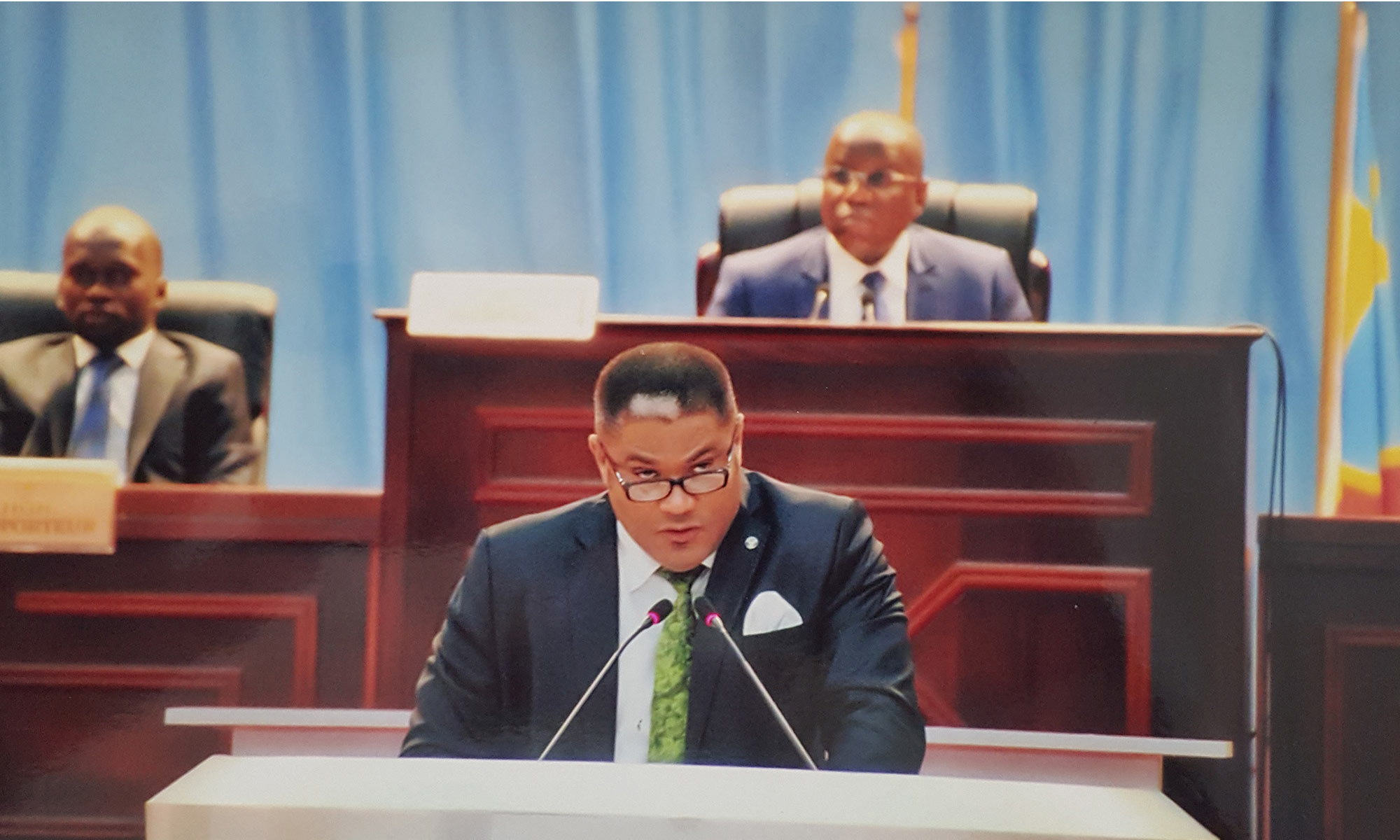
Didace Pembe lors d'une intervention à l'Assemblée Nationale en 2015.

Quelques jours avant la tenue de la Conférence de Paris de 2015 sur les changements climatiques, Didace Pembe insiste sur les attentes de ces assises. Selon lui, l’enjeu-clé, c’est le financement des politiques climatiques. Le 19 décembre, après le sommet de Paris sur le changement climatique, Didace Pembe appelle le gouvernement à mettre en place une équipe de contrôle et d’évaluation de toutes les résolutions de COP21. Le 22 avril 2016, le Président de la RDC Joseph Kabila signe l’accord de Paris sur le climat au siège de l’Organisation des Nations Unies avec 175 autres dirigeants de pays dans le monde.
Le 8 novembre 2015, le président Joseph Kabila annonce l'ouverture d'un dialogue politique incluant la majorité, l'opposition et la société civile. L’opposition craint un glissement des élections présidentielles prévues par la constitution fin 2016, à la fin du deuxième mandat de Kabila. Lors d'une conférence de presse tenue le 21 décembre 2015, Didace Pembe appelle les indécis à rejoindre les rangs du dialogue national pour l’organisation des élections apaisées.

### 2016
Les 19 et 20 janvier 2016, le PECO organise à Kinshasa un séminaire sur le thème "Démocratie, écologie et campagne électorale" en présence des différentes délégations des verts de l’Afrique centrale (FEVAC). À l'issue de ce séminaire, les membres de la FEVAC décident d'adopter les résolutions de la Conférence mondiale sur le climat de Paris (COP 21).
Les Verts d'Afrique centrale (FEVAC) se réunissent les 23 et 24 juillet 2016 au centre Al Mouna de N'Djaména au Tchad où est repris les thèmes "Écologie politique" et "Élections et Campagnes" chers au PECO de la RDC.

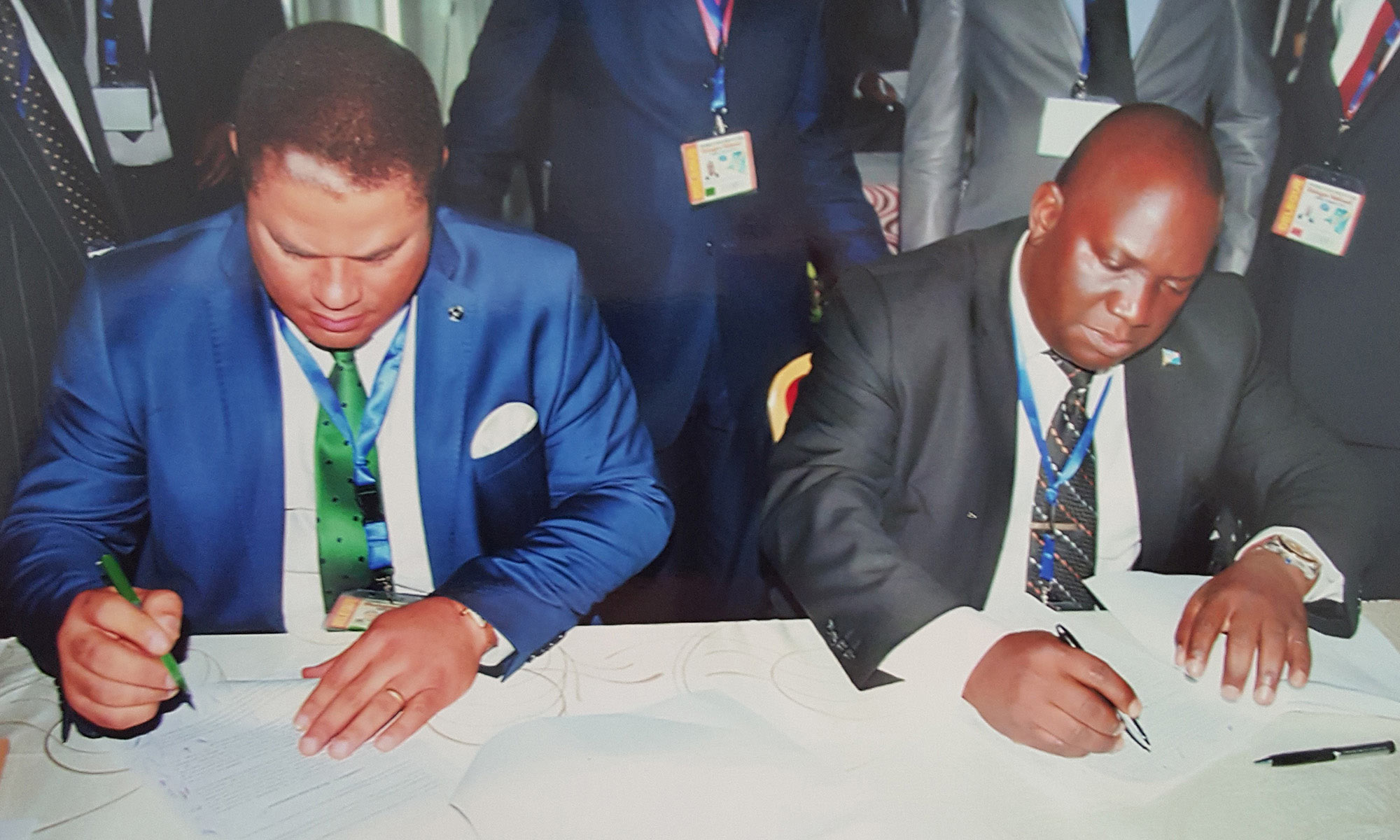
Didace Pembe signe l'Accord de la Saint-Sylvestre le 31 décembre 2016.

Le 19 septembre 2016, l'opposition organise des manifestations pour réclamer la convocation du corps électoral pour le scrutin présidentiel censé se tenir avant la fin de 2016 et qui semble impossible à organiser dans les temps. Les manifestants s'en prennent aux permanences de plusieurs partis de la majorité présidentielle et les bureaux du PECO à Kinshasa sont mis à sac avant d’être incendiés.
Début décembre 2016, la Conférence épiscopale nationale du Congo (CENCO) appelle à des négociations directes entre la majorité présidentielle et l’opposition congolaise pour trouver un accord sur l’organisation de l’élection présidentielle en RDC. Le 26 décembre 2016, Didace Pembe exhorte ses partisans à rester calmes en attendant l'issue de ces négociations. Celles-ci aboutiront le 31 décembre 2017 avec la signature de l'accord de la Saint Sylvestre qui repousse les élections avant la fin de l'année 2017.

### 2017

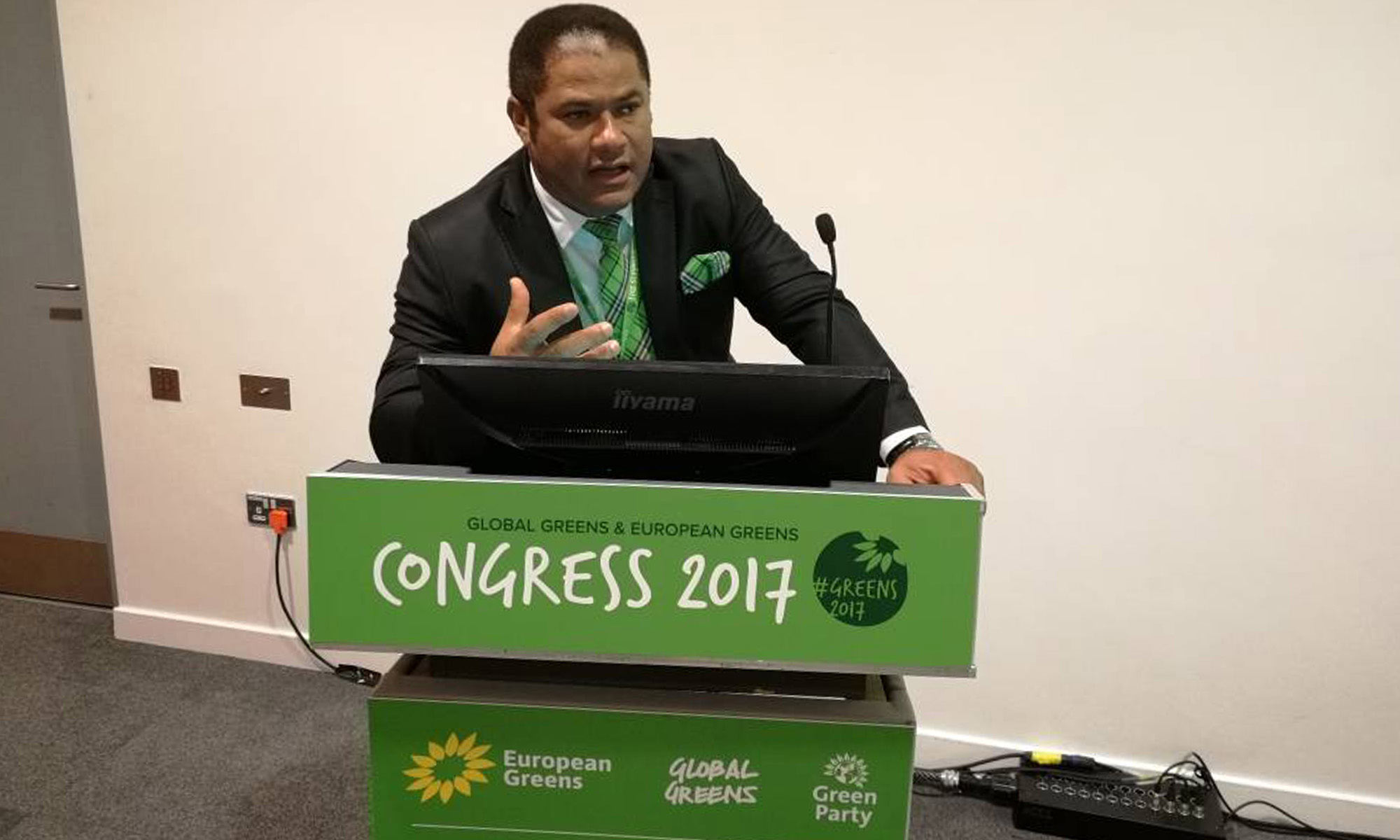
Didace Pembe au congrès des Vert mondiaux le 30 mars 2017 à Liverpool (Royaume Uni).

Le 14 avril 2017, le Parti écologique congolais (PECO) change de dénomination et s'appelle dorénavant Alliance des écologistes congolais (AECO). Cette mutation permet aux différentes ONG écologiques congolaises d'adhérer au parti qui pourra ainsi se concentrer sur les actions essentiellement politiques. 

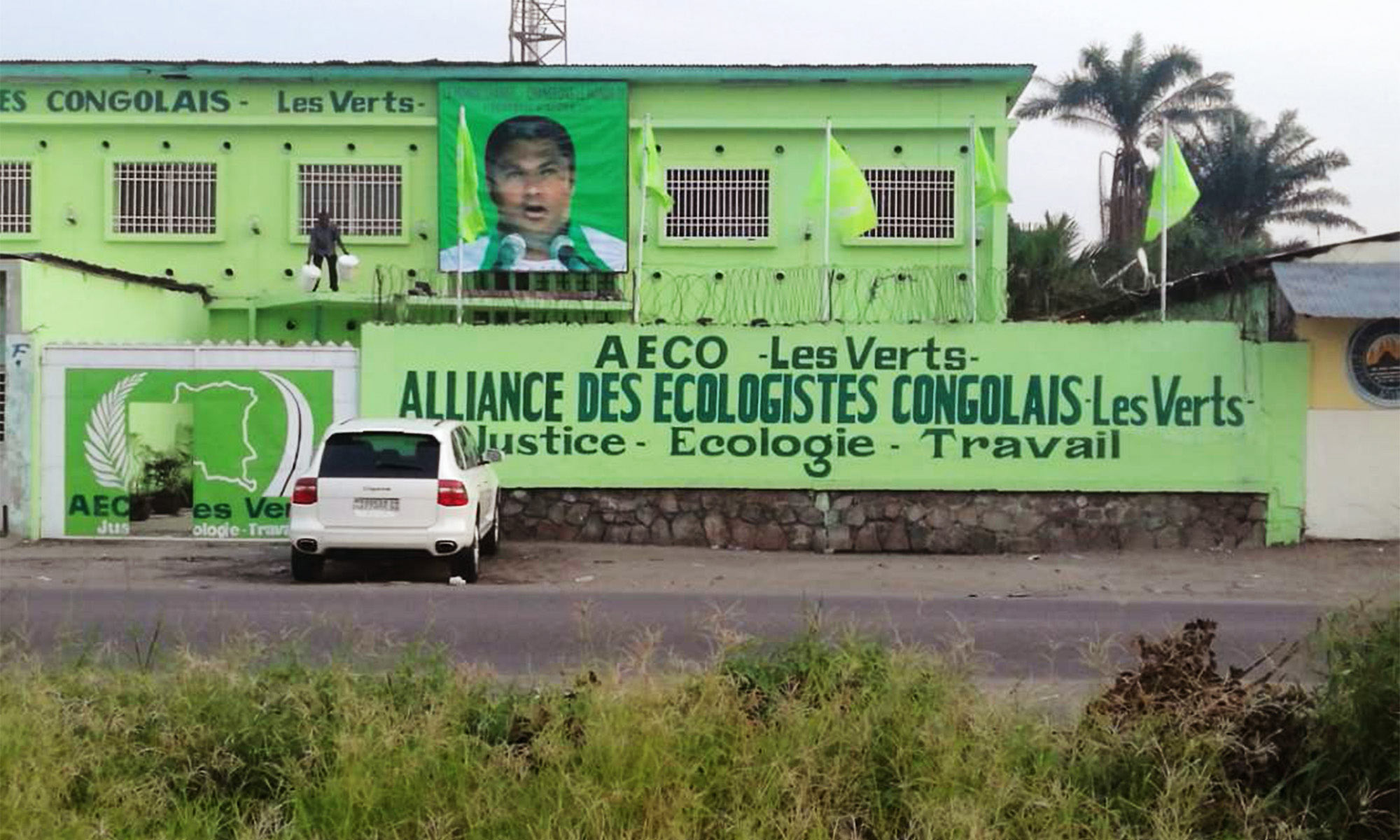
Le siège du parti AECO - Les Verts à Kinshasa.

La nuit du 8 au 9 août 2017, un bateau de transport chavire sur la rivière Kasaï faisant 2 morts et 13 disparus. L'embarcation surchargée se rendait au port de Mushie dans la circonscription électorale de Didace Pembe. Le député met en cause les commissaires fluviaux qui ont autorisé cette embarcation à naviguer la nuit en dépit de la loi.